# Maria Branwell
Maria Branwell (15 de Abril de 1783 - 15 de Setembro de 1821) foi a mãe das escritoras inglesas Emily Brontë, Anne Brontë e Charlotte Brontë e do pintor Branwell Brontë.

## Primeiros Anos
Maria Branwell era a oitava dos doze filhos de Thomas Branwell e Anne Carne em Penzance, na Cornualha, Inglaterra, apesar de apenas duas das cinco filhas e um dos filhos terem chegado à idade adulta. Thomas Branwell era um mercador de sucesso e detinha várias propriedades na cidade. A família Branwell estava envolvida na política local e vários dos seus membros foram presidentes da câmara e exerceram outras funções oficiais ao longo do século XIX. Os membros da família eram metodistas proeminentes e duas das irmãs de Maria casaram com clérigos de ensinamentos weslianos. Juntamente com a família Carne, entre outros, construíram e desenvolveram a primeira capela wesliana de Penzance.

## Namoro e Casamento
Maria conheceu Patrick Brontë em 1812, quando estava de visita à sua tia Jane e ao tio John Fennell em Yorkshire depois terem ocorrido quatro mortes na família entre 1808 e 1812. Entre os mortos estavam ambos os seus pais e a tia Jane era irmã do seu pai. Maria mudou-se para o Yorkshire para ajudar a sua tia Jane com a gerência de uma nova escola metodista. John Fennell, um antigo director de escola e líder metodista em Penzance e Wellington, Shropshire, foi nomeado director da recém-criada Woodhouse Grove School para filhos de pastores metodistas em Rawdon em 1812. Patrick tinha conhecido John Fennell durante o seu vicariato em Wellington, Shropshire. Quando Fennell foi convidado para o cargo em Yorkshire, precisava de examinadores externos para os seus estudos e convidou Patrick para esse cargo em Woodhouse Grove. Maria e Patrick apaixonaram-se à primeira vista e casaram nesse mesmo ano. O casamento celebrou-se no dia 29 de Dezembro de 1812 na igreja paroquial de Guiseley por um amigo de ambos, o reverendo William Morgan que, no mesmo dia, casou a filha de Jane e John Fernnell, Jane Branwell Fennell. À medida da proximidade que existia entre os Branwell, a irmã mais nova de Maria, Charlotte, também se casou no mesmo dia, à mesma hora com o seu primo Joseph Branwell na igreja paroquial de Madron, na Cornualha.

## Vida Posterior
A primeira casa de Maria e Patrick foi Clough House em Hightown. As suas duas primeiras filhas, Maria e Elizabeth nasceram lá em 1814 e 1815. A sua segunda casa foi em Thornton, onde nasceram os restantes filhos: Charlotte (1816), Patrick Branwell (1817), Emily Jane (1818) e Anne (1820). Em 1810, os Brontë mudaram-se para Haworth. Depois de se mudarem para lá, Maria começou a ter os primeiros sintomas do cancro que a mataria sete meses e meio depois. A sua filha mais nova, Anne, tinha apenas vinte meses.

## Trabalhos
O único trabalho literário realizado por Maria, além das cartas, foi um ensaio intitulado "The Advantages of Poverty, In Religious Concerns." O ensaio pode ser encontrado na íntegra no livro "Life and Letters" de Clement Shorter.